# Secamone alpini
Secamone alpini är en oleanderväxtart som beskrevs av Schultes. Secamone alpini ingår i släktet Secamone och familjen oleanderväxter. Inga underarter finns listade i Catalogue of Life.